# Appleby (Teksas)
Appleby – miasto w Stanach Zjednoczonych, w stanie Teksas, w hrabstwie Nacogdoches.